# 崔巖
崔巖（1456年—1522年），字民瞻，湖廣郴州直隸州人，民籍，明朝政治人物。

## 生平
成化十六年（1480年）庚子科湖廣鄉試第四十八名舉人，十七年（1481年）中式辛丑科會試第一百八十名，三甲第一百八十四名進士。授戶部主事，升郎中，弘治十一年（1498年）十月出為山東布政使司左參政，同年丁憂，服闋，十五年（1502年）七月起復原職，十八年（1505年）二月升江西右布政使，正德元年（1506年）二月升河南左布政使，十月任都察院右副都御史、巡撫大同，三年（1508年）六月改巡撫陝西，四年（1509年）六月升工部左侍郎，十二月兼都察院右副都御史，治理黃河，因治河無方被切責，五年（1510年）九月致仕，嘉靖元年（1522年）卒。

## 家族
曾祖崔禎，長史；祖父崔綱，倉大使；父崔鑑，京衛經歷。母戴氏（封孺人）。